# Rubino (Costa d'Avorio)
Rubino è una città, sottoprefettura e comune della Costa d'Avorio, situata nel dipartimento di Agboville; conta una popolazione di 35 553 abitanti (censimento 2014).